# Aéroport international de Thunder Bay
L'aéroport international de Thunder Bay est un aéroport canadien dans la province de l'Ontario.  

## Situation

### Carte des aéroports du Réseau National du Canada
| \| 300 km1:20 691 000 \| Calgary Charlottetown Edmonton Fredericton Gander Moncton Halifax Iqaluit Kelowna London Montréal–Mirabel Montréal–Trudeau Ottawa Prince George Québec Regina Saint-Jean Saskatoon Saint-Jean de T.-N. Thunder Bay Toronto Pearson Vancouver Victoria Whitehorse Winnipeg Yellowknife |
| 300 km1:20 691 000 |

## Compagnies et destinations
| Compagnies         | Destinations                                                                                      |
| ------------------ | ------------------------------------------------------------------------------------------------- |
| Air Canada         | Toronto (Pearson)                                                                                 |
| Air Canada Express | Toronto (Pearson)                                                                                 |
| Air Canada Rouge   | En saison : Toronto (Pearson)                                                                     |
| Bearskin Airlines  | Sault-Sainte-Marie, Sioux Lookout, Sudbury                                                        |
| Flair Airlines     | En saison : Toronto (Pearson)                                                                     |
| North Star Air     | Fort Hope, Muskrat Dam, Neskantaga, Ogoki, Sachigo Lake, Sioux Lookout, Round Lake, Webequie      |
| Porter Airlines    | Ottawa (Macdonald-Cartier), Toronto (Billy Bishop), Toronto (Pearson)                             |
| Superior Airways   | Charter : Red Lake                                                                                |
| Wasaya Airways     | Sioux Lookout                                                                                     |
| WestJet            | En saison : Calgary, Cancún (débute le 15 décembre 2025), Punta Cana (débute le 16 décembre 2025) |
| WestJet Encore     | Winnipeg (J. A. Richardson)                                                                       |

Édité le 06/04/2025

## Statistiques
Le graphique qui aurait dû être présenté ici ne peut pas être affiché car il utilise l'ancienne extension Graph, désactivée pour des questions de sécurité. Des indications pour créer un nouveau graphique avec la nouvelle extension Chart sont disponibles ici.

Voir la requête brute et les sources sur Wikidata.

## Galerie

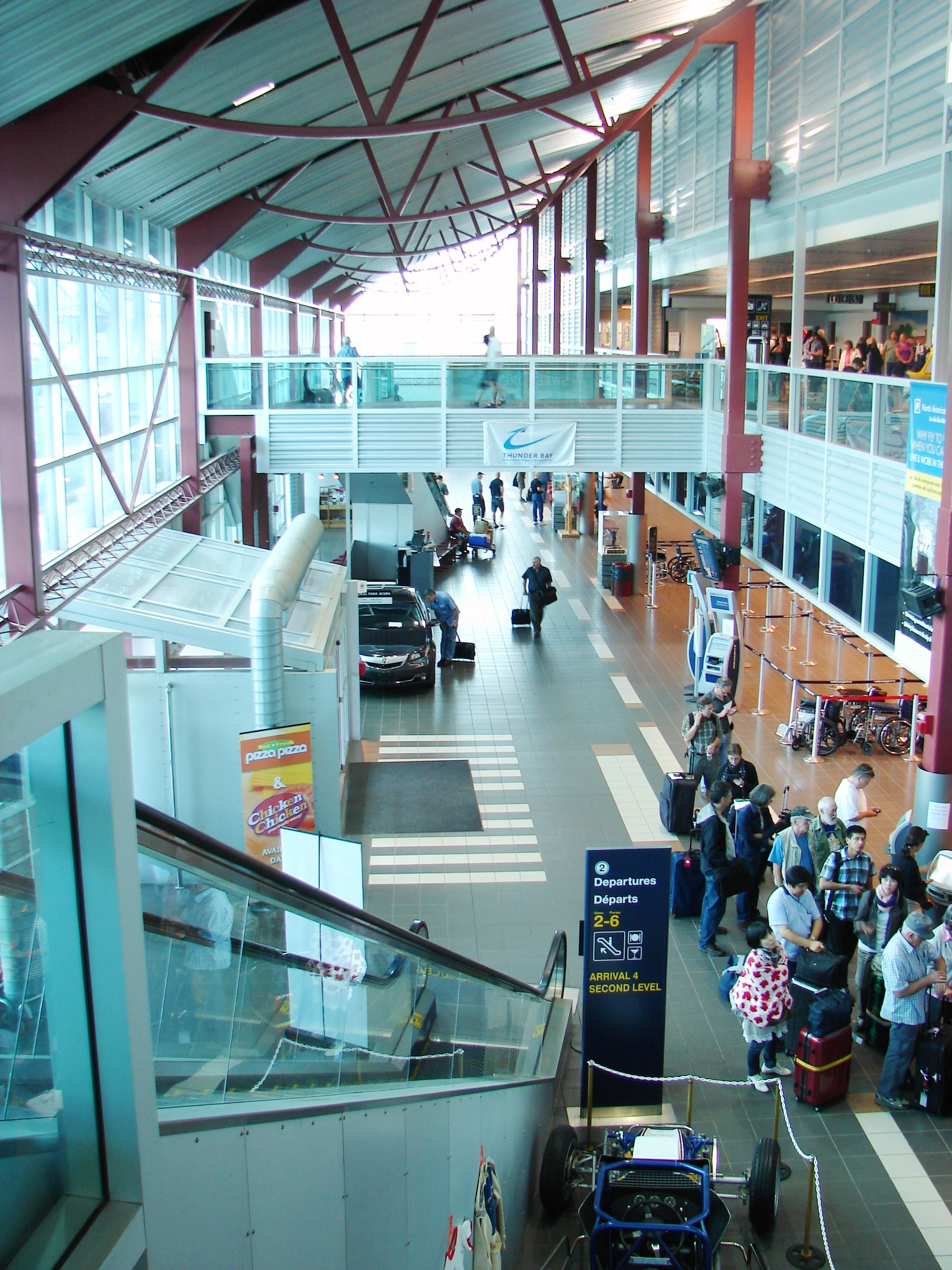
L'intérieur
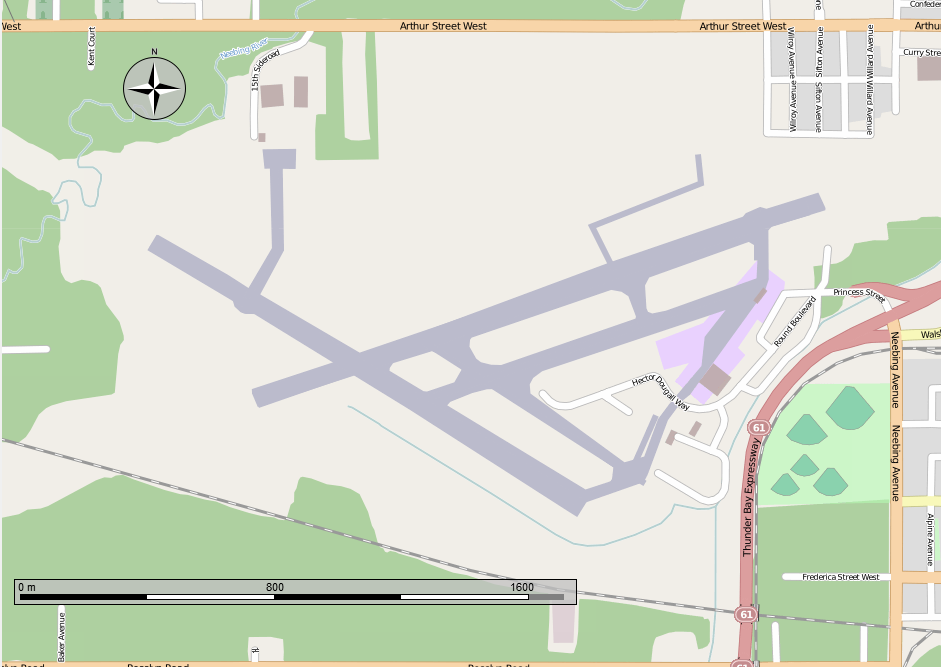
Carte de l'aéroport